# الجمعية الأوروبية لطب القلب
الجمعية الأوروبية لطب القلب (بالإنجليزية: European Society of Cardiology)‏ هي منظمة غير ربحية مهنية هدفها تحسين ومواءمة معايير تشخيص وعلاج أمراض القلب والأوعية الدموية. تاسست الجمعية عام 1950 ومقرها في صوفيا أنتيبوليس في جنوب فرنسا. أقيم أول مؤتمر لطب القلب في لندن في أيلول 1952، وحاليا يعد مؤتمر الجمعية الأوروبية لطب القلب (ESC Congress) أكبر مؤتمر طبي في أوروبا.

## روابط خارجية
- European Society of cardiology website
- ESC Clinical Practice Guidelines
- ESC Communities